# Clithon
Clithon is een geslacht van weekdieren uit de klasse van de Gastropoda (slakken).

## Soorten
- Clithon angulosum (Récluz, 1843)
- Clithon aspersum (G. B. Sowerby II, 1849)
- Clithon avellanum (Récluz, 1842)
- Clithon bicolor (Récluz, 1843)
- Clithon bristowi Wenz, 1929 †
- Clithon castaneum (Hombron & Jacquinot, 1848)
- Clithon celatum (Récluz, 1846)
- Clithon chlorostomum (G. B. Sowerby I, 1833)
- Clithon circumvolutum (Récluz, 1843)
- Clithon corona (Linnaeus, 1758)
- Clithon coronatum (Leach, 1815)
- Clithon cryptum Eichhorst, 2016
- Clithon diadema (Récluz, 1841)
- Clithon dispar (Pease, 1867)
- Clithon dominguense (Lamarck, 1822)
- Clithon donovani (Récluz, 1843)
- Clithon dringii (Récluz, 1846)
- Clithon eudeli (G. B. Sowerby III, 1917)
- Clithon faba (G. B. Sowerby I, 1836)
- Clithon flavovirens (von dem Busch, 1843)
- Clithon francoisi (Mabille, 1895)
- Clithon fuliginosum (von dem Busch, 1843)
- Clithon glabratum (Sowerby II, 1849)
- Clithon hillae Symonds, 2015 †
- Clithon leachii (Récluz, 1841)
- Clithon lentiginosum (Reeve, 1855)
- Clithon luctuosum (Récluz, 1841)
- Clithon madecassinum (Morelet, 1860)
- Clithon mertonianum (Récluz, 1843)
- Clithon michaudi (Récluz, 1841)
- Clithon mortoni Symonds, 2015 †
- Clithon nigrispinis Lesson, 1831
- Clithon nucleolus (Morelet, 1857)
- Clithon olivaceum (Récluz, 1843)
- Clithon oualaniense (Lesson, 1831)
- Clithon parvulum (Le Guillou, 1841)
- Clithon peguense (Blanford, 1867)
- Clithon pococki Symonds, 2015 †
- Clithon pritchardi (Dohrn, 1861)
- Clithon pulchellum (Récluz, 1843)
- Clithon rarispinum (Mousson, 1849)
- Clithon recluzianum (Le Guillou, 1841)
- Clithon reticulare (G. B. Sowerby I, 1836)
- Clithon retropictum (Martens, 1879)
- Clithon rugatum (Récluz, 1842)
- Clithon ruginosum (Récluz, 1841)
- Clithon souleyetanum (Récluz, 1842)
- Clithon sowerbianum (Récluz, 1843)
- Clithon spiniferum (Récluz, 1842)
- Clithon spinosum (G. B. Sowerby I, 1825)
- Clithon squarrosum (Récluz, 1843)
- Clithon subgranosum (G. B. Sowerby I, 1836)
- Clithon subpunctatum (Récluz, 1843)
- Clithon teres Eichhorst, 2016
- Clithon thermophilum (Martens, 1878)
- Clithon wallacii (Dohrn, 1861)

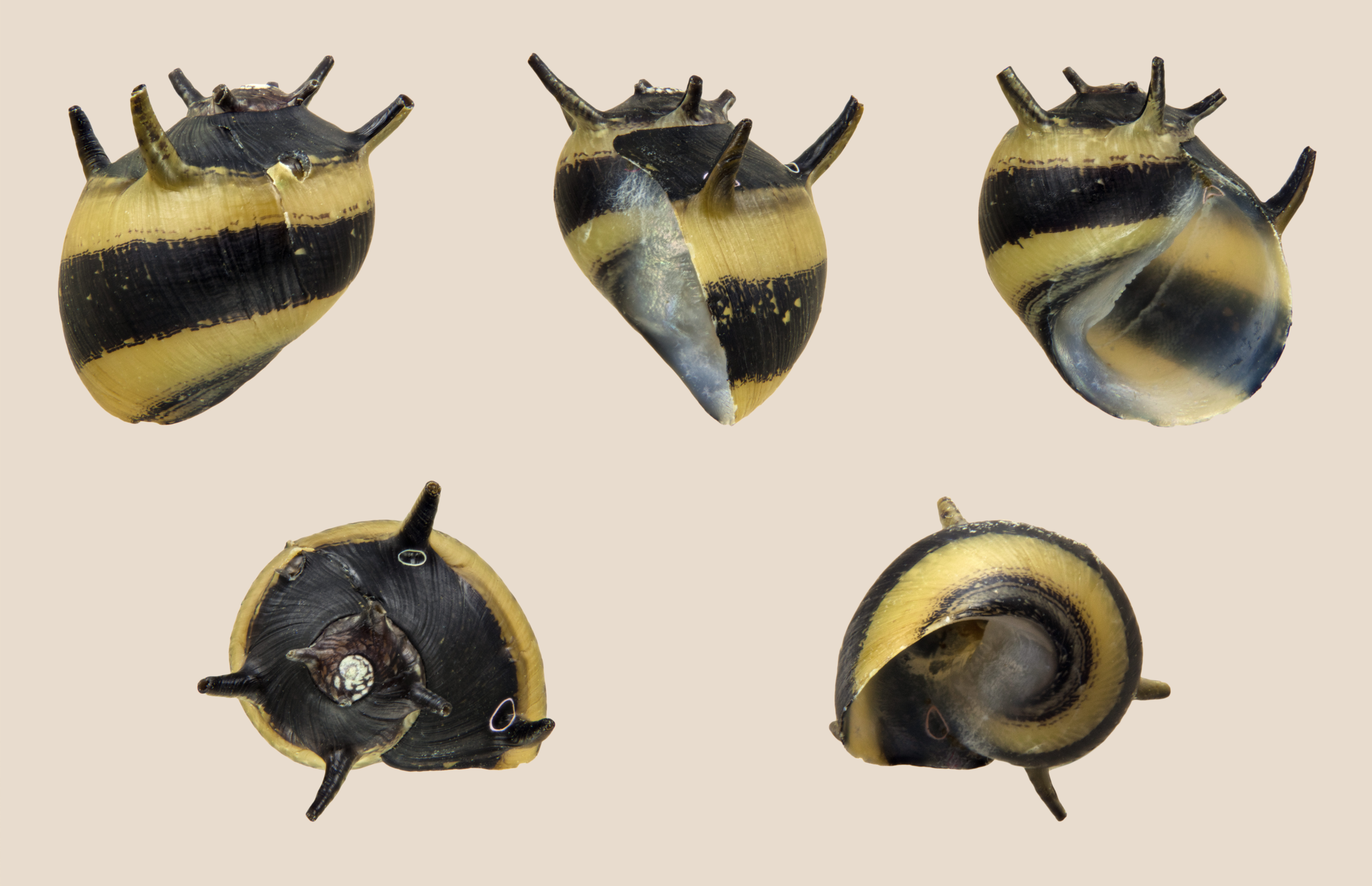
Clithon diadema
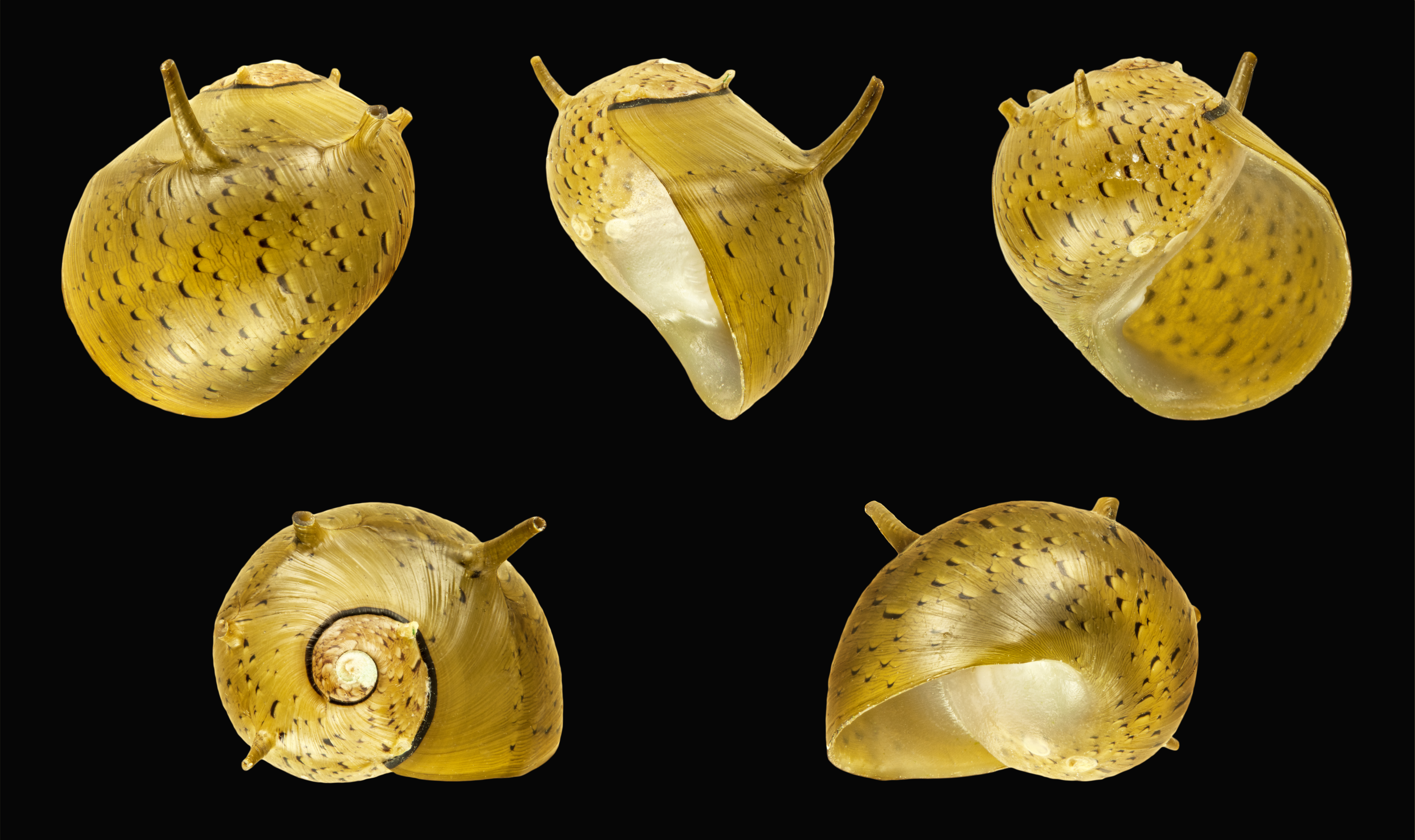
Clithon diadema